# Xpand Rally
Xpand Rally est un jeu vidéo de rallye de course développé par Techland et édité par TopWare Interactive, sorti en 2004 sur Windows.

## Accueil
- IGN : 8/10[1]
- Jeuxvideo.com : 13/20[2] - 11/20 (Xtreme)[3]